# Аністиди
Anystidae (аністиди) — родина кліщів з числа Prostigmata.
Кліщі з родини Anystidae — хижаки, дуже рухливі, довгоногі та помірно великі (500—1500 мкм) представники наземної та мешкаючої на рослинності мезофауни. Їх можна зустріти на всіх континентах планети, за винятком Антарктиди. Родина розділена на дві нерівноцінні за кількістю видів підродини: Anystinae та Erythracarinae. Представники Anystinae нечисленні за кількістю видів, але фонові за траплянням, відомі як мешканці дерев, кущів та трав'янистої рослинності. Види з числа Erythracarinae зустрічаються переважно на ґрунті або інших поверхнях (наприклад, на скелях, сипучому піску) з розрідженою низкорослою рослинністю, яку використовують спорадично як схованку чи місце полювання. 

## Опис
Колір аністид варіює від білуватого чи жовтуватого у майже прозорих організмів, через варіанти помаранчевого та червоного — до інтенсивно−пурпурового і визначається комбінацією двох факторів — відкладенням в організмі барвників каротинової природи та заповненням кишечника їжею і продуктами травлення. Форма тіла представників підродини Anystinae округла настільки, що ширина може бути більша за довжину, щодо видів з підродини Erythracarinae, то вони овальні, деякі досить видовжені. Загальним для всіх аністид є м'який покрив з характерною полінованою поверхнею, схожею на папілярні лінії на кінчиках пальців. Передня частина спинної поверхні деяких видів вкрита нетовстим, але ясно виявленим продорсальним щитом. Специфічний невеликий виріст передньої частини тіла (naso) несе пару особливих щетинок — сенсил, ще одна пара сенсил розташована на продорсумі разом з двома парами типових щетинок тіла, позаду від яких наявні дві пари плечових типових щетинок тіла. Також на продорсумі розташована пара очей. Деякі види мають ще заочні тіла, що нагадують пару очей однакового зі справжніми або більшого розміру. Хеліцери озброєні міцним гачкуватим рухливим пальцем, нерухливий палець редукований. Термінальна частина гомілки пальп озброєна кігтеподібними видозміненими щетинками, трьома або двома, різними за формою у представників різних підродин та родів аністид. Лапки ніг закінчуються двома кігтиками, які можуть бути додатково зазубреними, гребне- чи щіткоподібними, та центральним кігтеподібним емподіумом. Генітальний отвір розташований у передній черевній частині опістосоми, анальний отвір — позаду від генітального, у представників підродини Erythracarinae — термінально позаду. Для більшості видів аністид відомий статевий диморфізм, для одного виду (Anystis baccarum) характерний партеногенетичний спосіб розмноження та відсутність самців.

## Різноманіття
Фауна кліщів родини Anystidae в Україні вивчена вкрай фрагментарно (Погребняк, 2009). Однак саме з території України описані два нові види: Lacteoscytis arenaria та Tarsolarkus praeceps.
Кліщі-аністиди згадуються у багатьох публікаціях із систематики кінця XIX — початку XX ст., але лише велика ревізія А. Удеманса (Oudemans, 1936) дала назву родині та двом її підродинам, а головне — суттєвіші за обсягом діагнози родів, на які можна спиратися в подальших дослідженнях. Іншим суттєвим доробком виявився огляд кліщів цієї родини дослідників з Південно-Африканської Республіки (Meyer, Ueckermann, 1987), в якому описані нові види з Африки, а також згадані деякі види з інших територій. Нарешті, найсуттєвішими публікаціями останніх років XX століття стали ревізії родів аністид Ю. Отто на базі роботи з європейськими колекціями кліщів і значних фауністичних, систематичних досліджень цього автора в Європі та Австралії (Otto, 1999).